# Martin Urbanus
Martin Urbanus (* 5. November 1909 in Zerf; † 2. November 1985 in Schalkenmehren) war ein deutscher Jurist, Verwaltungsbeamter, Landrat und Geschäftsführer.

## Leben
Martin Urbanus besuchte zunächst die Volksschule in Winkel in der Eifel, dort wo seine ältere Schwester als Lehrerin tätig war. Es ist zwar nicht bekannt, wo er seine höhere Schulbildung genoss, jedoch studierte er später Rechtswissenschaften. Seit 1929 war er Mitglied der katholischen Studentenverbindung KDStV Alania Bonn. Nach Ende des Zweiten Weltkriegs wurde er Wirtschaftsdezernent bei der Regierung Trier. Von 1950 bis 1953 war er als Rechtsanwalt tätig und von 1953 bis 1956 war er Leiter der Abteilung Wirtschaft und Technik der Bezirksregierung. Im Jahr 1956 wurde er zum Landrat des Kreises Daun ernannt. In den insgesamt 17 Jahren Tätigkeit als Landrat bis 1973 hatte er es vor allem in seinen Anfangsjahren mit dem Wiederaufbau, der Beseitigung von Kriegsschäden, der Wiederherstellung der Infrastruktur und dem Strukturwandel zu tun. Die Herausgabe des Heimatjahrbuchs des Kreises Daun wird auf ihn zurückgeführt. Er hatte zudem Aufsichtsrats- und Beiratsmandate und war Vorstandsmitglied kommunaler Spitzenverbände sowie Geschäftsführer der Nürburgring GmbH. Martin Urbanus starb 75-jährig am 2. November 1985 in seinem Wohnort Schalkenmehren wenige Tage vor seinem Geburtstag.

## Publikation
- mit Peter Berens und Wilfried Müller: Rechtsgeschäfte und Verträge des Alltags. Ein Leitfaden des Rechts zum Gebrauch in Schule und Praxis. R. Müller, Köln-Braunsfeld 1961. OCLC 73251869